# Hotel Ritz (Buenos Aires)
El Hotel Ritz es un antiguo edificio que se encuentra en la esquina de Avenida de Mayo y Lima, en la ciudad de Buenos Aires. Funciona como hotel 2 estrellas y no posee vínculos con la famosa cadena Ritz-Carlton de fama internacional.
Fue diseñado por el ingeniero Juan Antonio Buschiazzo en 1893 y construido por José Ventafridda, encargado por el estanciero Alfonso Bernasconi, propietario además de otro edificio sobre la misma Avenida, que sería inaugurada oficialmente en 1894. Se trata por lo tanto de una de las construcciones más antiguas de esta arteria de Buenos Aires, y originalmente estuvo destinado a viviendas de renta y comercios en la planta baja. En la primera mitad del siglo XX, estuvo ocupado principalmente por consultorios de médicos y dentistas, pero décadas más tarde se transformó en hotel, como ocurrió con numerosos edificios en la misma avenida.
El edificio está organizado sobre un acceso principal por Avenida de Mayo 1111, que conduce subiendo una escalera a un hall con el ascensor (probablemente uno de los primeros en Buenos Aires) y la escalera principal revestida en mármol. Con este reducido espacio destinado a la entrada al edificio, el resto de la planta baja está destinada a dos locales comerciales, que poseen además un sótano de depósito. Las plantas superiores del actual hotel se organizan sobre un pasillo angosto que corre paralelo a la avenida, con tres departamentos con vista al exterior y dos que dan a patios internos de aire y luz. Este esquema original ha sido modificado para aumentar la cantidad de habitaciones disponibles.

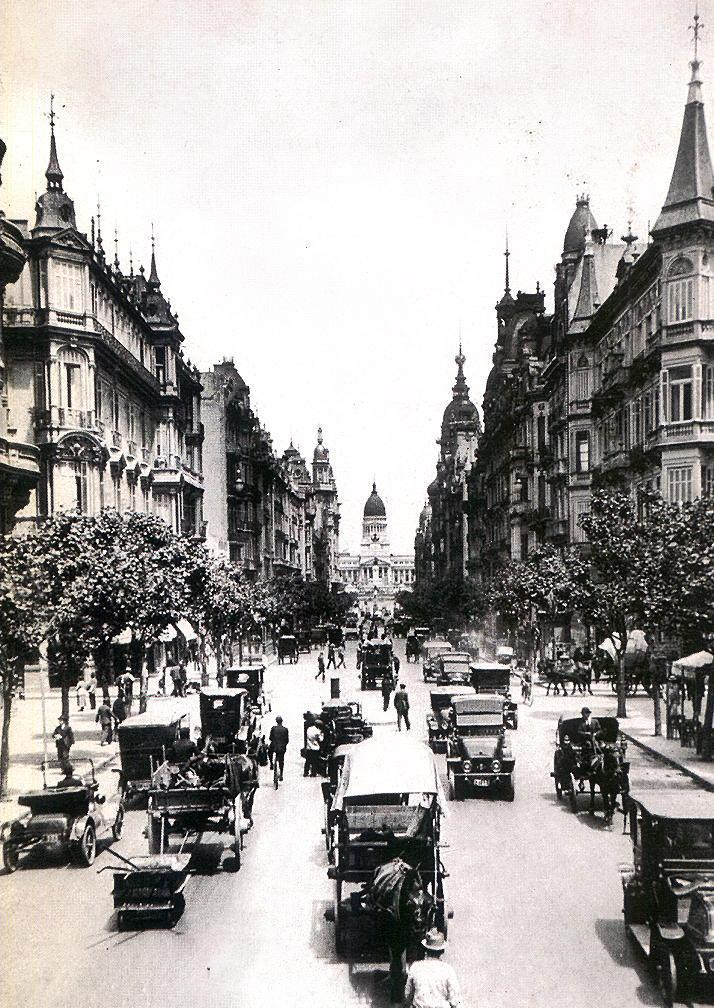
El edificio con sus cúpulas originales, a la derecha en esta foto (ca. 1915).

En cuanto a la construcción, es característica de fines de siglo XIX y se trata de una estructura de hierro, con techos con sistema de bovedilla armada con vigas doble T de hierro y ladrillos, que se mantienen oculta por los cielorrasos originales, excepto en algunos sectores como el bar en donde se dejó expuesta. Los pisos son originales de pinotea y también se mantienen las puertas y ventanas de madera, aunque los interiores de las habitaciones han sido totalmente remodelados.
La fachada del edificio se destaca principalmente por la ornamentación que posee en el último piso, una tira de caparazones marinos que coronan todas las aberturas, y por el frontis que destaca la entrada principal y ostenta la inscripción “SALVE” junto con la máscara de un rostro femenino. Sobre el eje de la entrada, en el remate del edificio se observa otra inscripción “AÑO 1893”, adornada con molduras de guirnaldas florales. También se destaca la bay window corrida que remata la fachada sobre Avenida de Mayo y forma simetría con la ochava sobre la calle Lima. Originalmente ambas estaban coronadas por cúpulas de pizarra que fueron posteriormente removidas. El frente conserva otros ornamentos, como los copones y pilastras que decoran algunas ventanas y la herrería original en los balcones, pero ha perdido numerosas molduras, y especialmente las balaustradas originales que recorrían la cornisa y los balcones sobre la ochava y la entrada principal.